# قاعدة الأسماك
قاعدة الأسماك (بالإنجليزية: FishBase)‏ هي قاعدة بيانات عالمية لأنواع الأسماك (خاصةً الأسماك الزُعنفية)، وتعتبر هذه القاعدة أكبر وأكثر قواعد بيانات الإنترنت وصولاً فيما يتعلق بالأسماك الزُعنفية، ومع مرور الوقت أصبحت هذه القاعدة أداة بيئية حيوية مرنة يتم الاستشهاد بها في المنشورات والأبحاث العلمية.
في شهر أكتوبر عام 2016، أصبحت القاعدة تشمل وَصف لحوالي 33 ألف نوع ونُويع، كما تحتوي على حوا الي 319 ألف اسم شائع بحوالي 300 لُغة، بالإضافة إلى احتوائِها على حوالي 58 ألف صُورة وَمراجع لحوالي 51600 عمل عِلمي، والموقع لديه حوالي 700 ألف زائِر شهرياً.